# Eccellenza Sardegna 2014-2015
Il campionato italiano di calcio di Eccellenza regionale 2014-2015 è la 24ª edizione del campionato di Eccellenza, quinta serie del campionato di calcio italiano. Questo è il girone organizzato dal Comitato Regionale Sardegna, che si è disputata tra il 6 settembre 2014 e il 19 aprile 2015.

## Novità
Il girone sardo di Eccellenza ritorna in questa stagione a disputarsi con un organico a 18 squadre, rispetto alle 16 delle due stagioni precedenti. Alle società confermate nella categoria rispetto alla scorsa stagione (Alghero, Calangianus, Castiadas, Fertilia, La Palma Monteurpinu Muravera, Porto Corallo, San Teodoro, Sanluri, Taloro Gavoi e Valledoria) si aggiungono le 2 squadre sarde retrocesse dalla Serie D nella stagione precedente, ovvero Latte Dolce e Porto Torres, più Castelsardo, Ghilarza, Lanusei, Ploaghe e Tortolì, promosse dal campionato di Promozione. Assenti invece la Nuorese, promossa in Serie D, le retrocesse Serramanna, Tempio e Progetto Sant'Elia, ed il Samassi, che ha rinunciato all'iscrizione ed è ripartito dalla Seconda Categoria.
Prevista una sola stracittadina durante la stagione, con il derby algherese tra Alghero e Fertilia.

## Formula
Nella stagione 2014-2015 il campionato di Eccellenza della Sardegna vede al via 18 squadre inserite in un unico girone all'italiana, con un girone di andata e uno di ritorno di 17 giornate ciascuno. La vittoria di un incontro vale 3 punti in classifica, il pareggio 1 e la sconfitta nessuno.
Le partite si disputano, salvo eccezioni, tutte in contemporanea alla domenica pomeriggio, con il fischio d'inizio alle ore 16:00 ora locale durante il periodo in cui è in vigore l'ora legale, e alle ore 15:00 con l'ora solare.
La formula del campionato prevede la promozione diretta in Serie D per la squadra che giunge in prima posizione in campionato, con play-off tra le squadre comprese tra la seconda e la quinta posizione per l'accesso agli spareggi nazionali. Lo schema prevede semifinali in partita unica tra la seconda e la quinta e tra la terza e la quarta classificata da disputarsi in casa della squadra con la miglior posizione tra le due; in caso di distanza in classifica superiore ai 10 punti tra le due contendenti la semifinale non si disputa e la squadra meglio classificata accede alla finale. Questa si terrà in campo neutro tra le due squadre qualificate, e la vincente accederà agli spareggi interregionali per la promozione in Serie D. Qualora tra le squadre in zona play-off sia presente una squadra già promossa in Serie D tramite la Coppa Italia Dilettanti 2014-2015, subentrerà ad essa la sesta classificata.
Quattro le retrocessioni previste nel campionato di Promozione, di cui due dirette, rispettivamente per quanto riguarda le squadre in diciassettesima e diciottesima posizione, mentre le società tra la tredicesima e la sedicesima posizione disputano i play-out con una griglia speculare a quella dei play-off (13ª-16ª e 14ª-15ª), in partita secca in casa della meglio classificata, per evitare la stessa sorte: le due sconfitte retrocedono anch'esse di categoria. Nel caso di un divario in classifica tra le due contendenti di almeno 10 punti il play-out in questione non si disputa e si ha la retrocessione diretta della peggior classificata.
Il calendario, diramato il 13 agosto 2014, prevede due turni infrasettimanale, entrambi alla seconda giornata dei gironi (il 10 settembre all'andata e il 6 gennaio al ritorno), salvo eventuali recuperi. Prevista un'unica sosta il 28 dicembre (per le festività di fine anno). Nella stesura del calendario per le due società di Alghero (Alghero e Fertilia), aventi entrambe come campo di gioco designato lo stadio Mariotti, sono stati adottati opportuni criteri di alternanza per permettere che le due squadre non giochino partite casalinghe nella stessa giornata.

## Squadre partecipanti
| Club                             | Città                    | Stadio                        | Posizione 2013-2014                          |
| -------------------------------- | ------------------------ | ----------------------------- | -------------------------------------------- |
| A.S.D. Alghero 1945              | Alghero (SS)             | Stadio Mariotti               | 12º posto in Eccellenza Sardegna             |
| F.B.C. Calangianus               | Calangianus (SS)         | Campo comunale Signora Chiara | 13º posto in Eccellenza Sardegna             |
| U.S.D. Castelsardo Calcio 1958   | Castelsardo (SS)         | Campo Comunale                | 1º posto nel girone B di Promozione Sardegna |
| A.S.D. Socio Culturale Castiadas | Castiadas (CA)           | Campo comunale L'Annunziata   | 10º posto in Eccellenza Sardegna             |
| S.S. Fertilia Calcio 1965        | Fertilia di Alghero (SS) | Stadio Mariotti               | 2º posto in Eccellenza Sardegna              |
| U.S. Ghilarza Calcio             | Ghilarza (OR)            | Campo Walter Frau             | 3º posto nel girone B di Promozione Sardegna |
| A.S.D. La Palma Monteurpinu      | Cagliari                 | Campo C.R.A.S.                | 9º posto in Eccellenza Sardegna              |
| Lanusei Calcio                   | Lanusei                  | Campo Lixius                  | 1º posto nel girone A di Promozione Sardegna |
| Latte Dolce Calcio               | Sassari                  | Campo Latte Dolce N°2         | 14º posto nel girone G di Serie D            |
| A.S.D. Muravera                  | Muravera (CA)            | Campo Comunale                | 8º posto in Eccellenza Sardegna              |
| 1963 Ploaghe                     | Ploaghe (SS)             | Campo Giovanni Gabigiosu      | 2º posto nel girone B di Promozione Sardegna |
| G.S. Porto Corallo Villaputzu    | Villaputzu (CA)          | Campo Comunale                | 3º posto in Eccellenza Sardegna              |
| A.C. Porto Torres Calcio         | Porto Torres (SS)        | Stadio Battista Martellini    | 18º posto nel girone G di Serie D            |
| U.S. San Teodoro                 | San Teodoro (SS)         | Campo Comunale                | 7º posto in Eccellenza Sardegna              |
| A.S.D. Sanluri Calcio            | Sanluri                  | Campo Campu Nou               | 5º posto in Eccellenza Sardegna              |
| Polisportiva Taloro Gavoi        | Gavoi (NU)               | Campo Maristiai               | 4º posto in Eccellenza Sardegna              |
| Tortolì Calcio 1953              | Tortolì                  | Campo Fra Locci               | 2º posto nel girone B di Promozione Sardegna |
| Polisportiva Valledoria 1951     | Valledoria (SS)          | Campo Comunale                | 6º posto in Eccellenza Sardegna              |

## Classifica finale
Aggiornata al 1º maggio 2015.
|  | Pos.   | Squadra       | Pt | G  | V  | N  | P  | GF | GS  | DR  |
|  | ------ | ------------- | -- | -- | -- | -- | -- | -- | --- | --- |
|  | 1.     | Muravera      | 76 | 34 | 23 | 7  | 4  | 69 | 31  | +38 |
|  | 2.     | Castiadas     | 72 | 34 | 22 | 6  | 6  | 77 | 38  | +39 |
|  | 3.     | Ploaghe       | 71 | 34 | 20 | 11 | 3  | 65 | 26  | +39 |
|  | 4.     | Latte Dolce   | 70 | 34 | 20 | 10 | 4  | 81 | 36  | +44 |
|  | 5.     | Lanusei       | 63 | 34 | 19 | 6  | 9  | 80 | 33  | +47 |
|  | 6.     | San Teodoro   | 58 | 34 | 17 | 7  | 10 | 51 | 40  | +11 |
|  | 7.     | Taloro Gavoi  | 55 | 34 | 15 | 10 | 9  | 47 | 36  | +11 |
|  | 8.     | Porto Corallo | 50 | 34 | 15 | 5  | 14 | 50 | 49  | +1  |
|  | 9.     | Valledoria    | 49 | 34 | 14 | 7  | 13 | 44 | 46  | -2  |
|  | 10.    | Castelsardo   | 49 | 34 | 15 | 4  | 15 | 52 | 58  | -6  |
|  | 11.    | Tortolì       | 44 | 34 | 11 | 11 | 12 | 61 | 50  | +1  |
|  | 12.    | Ghilarza      | 39 | 34 | 11 | 6  | 17 | 51 | 69  | -18 |
|  | 13.    | La Palma      | 37 | 34 | 10 | 7  | 17 | 41 | 56  | -15 |
|  | 14.    | Calangianus   | 35 | 34 | 8  | 11 | 15 | 42 | 46  | -4  |
|  | 15.    | Fertilia      | 33 | 34 | 8  | 9  | 17 | 35 | 46  | -11 |
|  | 16.    | Alghero       | 27 | 34 | 7  | 6  | 21 | 34 | 69  | -35 |
|  | 17.    | Porto Torres  | 15 | 34 | 4  | 3  | 27 | 22 | 108 | -86 |
|  | [ 10 ] | Sanluri       | 11 | 20 | 3  | 2  | 15 | 18 | 41  | -23 |

## Risultati

### Tabellone
|                      | ALG | CAL | CAS | CAS | FER | GHI | LA  | LAN | LAT | MUR | PLO | POR | POR | SAN | SAN | TAL | TOR | VAL |
| Alghero              |     | 0-3 | 1-3 | 0-0 | 0-1 | 2-3 | 4-3 | 0-3 | 2-2 | 1-2 | 2-1 | 1-0 | 0-1 | 0-2 | 3-0 | 0-2 | 0-0 | 0-3 |
| Calangianus          | 2-2 |     | 0-0 | 0-1 | 1-0 | 0-2 | 2-2 | 2-4 | 0-1 | 1-3 | 0-1 | 1-1 | 4-0 | 1-2 | 2-1 | 1-1 | 2-0 | 1-3 |
| Castelsardo          | 4-2 | 0-2 |     | 2-5 | 3-0 | 2-1 | 4-1 | 1-1 | 3-2 | 0-1 | 1-3 | 2-0 | 5-1 | 1-2 | 1-0 | 1-0 | 3-2 | 0-2 |
| Castiadas            | 2-2 | 2-1 | 2-0 |     | 1-0 | 3-1 | 3-3 | 0-3 | 3-1 | 4-1 | 1-0 | 1-2 | 6-0 | 3-1 | 2-0 | 6-0 | 2-1 | 6-1 |
| Fertilia             | 2-1 | 4-2 | 0-0 | 1-2 |     | 2-1 | 0-1 | 3-3 | 0-2 | 0-1 | 1-1 | 4-0 | 1-0 | 0-1 | 1-1 | 0-1 | 0-0 | 0-0 |
| Ghilarza             | 3-2 | 1-1 | 2-4 | 2-2 | 2-0 |     | 0-0 | 1-8 | 1-5 | 0-2 | 1-2 | 4-1 | 0-2 | 0-5 | 3-0 | 3-0 | 2-2 | 2-0 |
| La Palma Monteurpinu | 1-0 | 1-1 | 3-0 | 1-1 | 2-1 | 1-3 |     | 0-1 | 0-1 | 1-2 | 2-2 | 2-1 | 3-0 | 3-2 | 2-0 | 0-1 | 0-3 | 0-1 |
| Lanusei              | 3-0 | 3-0 | 3-0 | 1-1 | 0-1 | 1-0 | 3-1 |     | 0-2 | 2-4 | 1-0 | 0-1 | 8-0 | 3-2 | 8-1 | 1-2 | 2-2 | 5-0 |
| Latte Dolce          | 5-0 | 2-0 | 3-0 | 1-0 | 3-3 | 4-0 | 2-1 | 1-2 |     | 1-1 | 2-3 | 4-1 | 3-0 | 0-0 | 1-1 | 2-2 | 5-1 | 1-0 |
| Muravera             | 1-0 | 3-0 | 1-1 | 3-1 | 3-0 | 3-1 | 3-1 | 1-0 | 2-3 |     | 0-1 | 1-2 | 2-0 | 1-0 | 3-0 | 3-0 | 1-1 | 4-2 |
| Ploaghe              | 2-0 | 0-0 | 3-1 | 3-1 | 2-2 | 2-0 | 3-1 | 2-0 | 2-2 | 1-1 |     | 1-0 | 7-0 | 2-0 | 2-0 | 2-0 | 4-0 | 3-0 |
| Porto Corallo        | 4-0 | 2-1 | 4-0 | 1-2 | 1-0 | 3-2 | 3-1 | 0-0 | 4-4 | 1-3 | 2-2 |     | 1-0 | 1-2 | 0-1 | 0-0 | 5-2 | 1-0 |
| Porto Torres         | 1-2 | 1-6 | 1-2 | 1-4 | 1-1 | 0-3 | 0-1 | 1-4 | 0-7 | 0-3 | 1-1 | 2-1 |     | 0-2 | 3-0 | 0-5 | 0-5 | 1-2 |
| San Teodoro          | 0-1 | 2-1 | 4-2 | 0-4 | 3-2 | 2-0 | 4-1 | 2-1 | 1-1 | 0-3 | 0-0 | 2-0 | 3-0 |     | 3-0 | 2-2 | 0-5 | 0-0 |
| Sanluri              | 1-2 | 0-3 | 0-3 | 0-1 | 0-3 | 1-3 | 0-1 | 0-3 | 0-3 | 2-3 | 0-3 | 3-0 | 3-1 | 1-2 |     | 0-3 | 0-3 | 4-1 |
| Taloro Gavoi         | 4-1 | 0-0 | 3-0 | 2-0 | 1-0 | 1-1 | 2-0 | 0-2 | 1-1 | 1-1 | 1-1 | 1-2 | 5-1 | 0-0 | 2-0 |     | 1-0 | 1-2 |
| Tortolì              | 2-2 | 1-1 | 4-2 | 2-3 | 3-1 | 5-2 | 1-1 | 1-1 | 1-2 | 1-1 | 0-1 | 2-0 | 7-2 | 0-0 | 3-1 | 0-2 |     | 0-1 |
| Valledoria           | 3-1 | 0-0 | 0-1 | 1-2 | 3-1 | 1-1 | 2-0 | 1-0 | 1-2 | 2-2 | 3-3 | 1-2 | 1-1 | 1-0 | 3-0 | 3-0 | 0-1 |     |

## Spareggi

### Play-off

#### Tabellone
|  | Semifinali  | Semifinali  | Semifinali  |             |   | Finale | Finale | Finale |  |
|  |             |             |             |             |   |        |        |        |  |
|  | Castiadas   |             |             |             |   |        |        |        |  |
|  |             |             |             |             |   |        |        |        |  |
|  | bye         |             |             |             |   |        |        |        |  |
|  |             | Castiadas   | Castiadas   | 6           |   |        |        |        |  |
|  |             |             |             | 6           |   |        |        |        |  |
|  |             |             | Latte Dolce | Latte Dolce | 3 |        |        |        |  |
|  | Ploaghe     | Ploaghe     | Latte Dolce | Latte Dolce | 3 | 0      |        |        |  |
|  | Ploaghe     | Ploaghe     |             |             |   |        |        |        |  |
|  | Latte Dolce | Latte Dolce | 1           |             |   |        |        |        |  |

- Castiadas accede direttamente alla finale avendo terminato il campionato con almeno 10 punti di vantaggio sulla sesta classificata (il San Teodoro, che subentrava alla quinta classificata, il Lanusei, che aveva ottenuto la promozione tramite la Coppa Italia Dilettanti).

#### Semifinale
| Squadra 1 | Risultato | Squadra 2   |
| --------- | --------- | ----------- |
| Ploaghe   | 0 - 1     | Latte Dolce |

| Arbitro: | Staico (Cagliari) |

|  |           |            |
|  | Marcatori | Fideli 90’ |

#### Finale
| Squadra 1 | Risultato   | Squadra 2   |
| --------- | ----------- | ----------- |
| Castiadas | 6 - 3 (dts) | Latte Dolce |

| Arbitro: | Cherchi (Carbonia) |

|                                                              |           |                                    |
| Porcu 23’ Al. Usai 59’ Mesina 45+1’, 111’, 115’ (rig.), 119’ | Marcatori | An. Usai 32’, 73’ (rig.) Panai 83’ |

### Play-out
Si disputa un solo play-out essendo il La Palma Monteurpinu giunto a fine campionato con almeno 10 punti di vantaggio sull'Alghero, sancendo la retrocessione diretta di quest'ultima.
| Squadra 1   | Risultato | Squadra 2 |
| ----------- | --------- | --------- |
| Calangianus | 1 - 0     | Fertilia  |

| Arbitro: | Porcheddu (Oristano) |

|                        |           |  |
| Del Soldato 58’ (rig.) | Marcatori |  |

## Verdetti finali
- Muravera, Castiadas (per completamento organici[11]) e Lanusei (come semifinalista di Coppa Italia Dilettanti[1]) promosse in Serie D.
- Alghero, Porto Torres e, dopo i play-out, Fertilia retrocesse in Promozione.
- Sanluri ritirato dal campionato dopo la 20ª giornata.[12]